# Ітака (Нью-Йорк)
Ітака (англ. Ithaca, на честь грецького острова Ітака, батьківщини Одіссея) — місто (англ. city) в США, адміністративний центр округу Томпкінс у центрі штату Нью-Йорк, розташоване на південному узбережжі озера Каюга. Населення — 32 108 осіб (2020).
Місто відоме розташованим у ньому Корнельським університетом, що входить у Лігу плюща, у якому вчаться майже 20000 студентів. Приватний коледж Ітаки знаходиться на південь від міста. В коледжі навчаються близько 6300 студентів.
В Ітаці розташована північноамериканська резиденція Далай-лами XIV (Тенцзін Ґ'яцо).

## Географія
Ітака розташована за координатами 42°26′38″ пн. ш. 76°30′11″ зх. д. / 42.44389° пн. ш. 76.50306° зх. д. (42.443937, -76.503055). За даними Бюро перепису населення США в 2010 році місто мало площу 15,73 км², з яких 13,96 км² — суходіл та 1,77 км² — водойми.

### Клімат
| Клімат : Ітака                           | Клімат : Ітака | Клімат : Ітака | Клімат : Ітака | Клімат : Ітака | Клімат : Ітака | Клімат : Ітака | Клімат : Ітака | Клімат : Ітака | Клімат : Ітака | Клімат : Ітака | Клімат : Ітака | Клімат : Ітака | Клімат : Ітака |
| Показник                                 | Січ.           | Лют.           | Бер.           | Квіт.          | Трав.          | Черв.          | Лип.           | Серп.          | Вер.           | Жовт.          | Лист.          | Груд.          | Рік            |
| Абсолютний максимум, °C                  | 21,1           | 19,4           | 29,4           | 32,8           | 35,6           | 38,9           | 39,4           | 38,3           | 37,8           | 32,8           | 27,2           | 20,6           | 39,4           |
| Середній максимум, °C                    | −0,2           | 0,3            | 5,4            | 12,7           | 19,5           | 24,6           | 27,2           | 26,1           | 22,1           | 15,6           | 8,4            | 1,8            | 13,6           |
| Середній мінімум, °C                     | −9,1           | −9,3           | −4,4           | 1,5            | 7,0            | 12,1           | 14,7           | 13,7           | 10,1           | 4,4            | −0,1           | −6,1           | 2,9            |
| Абсолютний мінімум, °C                   | −31,7          | −31,7          | −27,2          | −11,7          | −5,6           | −0,6           | 3,3            | 0,0            | −4,4           | −9,4           | −20            | −30            | −31,7          |
| Норма опадів, мм                         | 51             | 49             | 67             | 73             | 85             | 92             | 92             | 89             | 87             | 79             | 67             | 61             | 893            |
| Днів з опадами                           | 15             | 13             | 14             | 14             | 14             | 12             | 12             | 11             | 11             | 12             | 13             | 15             | 156,0          |
| ---------------------------------------- | -------------- | -------------- | -------------- | -------------- | -------------- | -------------- | -------------- | -------------- | -------------- | -------------- | -------------- | -------------- | -------------- |
| Джерело: Western Regional Climate Center |                |                |                |                |                |                |                |                |                |                |                |                |                |

## Демографія
Згідно з переписом 2010 року, у місті мешкало 30 014 осіб у 10 408 домогосподарствах у складі 2887 родин. Густота населення становила 1908 осіб/км². Було 10950 помешкань (696/км²).
Расовий склад населення:
| - 70,5 % — білих - 16,2 % — азіатів - 6,6 % — чорних або афроамериканців - 0,4 % — корінних американців - 2,0 % — осіб інших рас |

До двох чи більше рас належало 4,3 %. Частка іспаномовних становила 6,9 % від усіх жителів.
За віковим діапазоном населення розподілялося таким чином: 8,2 % — особи молодші 18 років, 85,9 % — особи у віці 18—64 років, 5,9 % — особи у віці 65 років та старші. Медіана віку мешканця становила 22,4 року. На 100 осіб жіночої статі у місті припадало 101,5 чоловіків; на 100 жінок у віці від 18 років та старших — 101,5 чоловіків також старших 18 років.
Середній дохід на одне домашнє господарство становив 50 775 доларів США (медіана — 30 436), а середній дохід на одну сім'ю — 85 452 долари (медіана — 69 408). Медіана доходів становила 49 754 долари для чоловіків та 33 324 долари для жінок. За межею бідності перебувало 44,8 % осіб, у тому числі 32,4 % дітей у віці до 18 років та 8,2 % осіб у віці 65 років та старших.
Цивільне працевлаштоване населення становило 12 128 осіб. Основні галузі зайнятості: освіта, охорона здоров'я та соціальна допомога — 50,4 %, мистецтво, розваги та відпочинок — 13,8 %, роздрібна торгівля — 9,2 %, науковці, спеціалісти, менеджери — 7,5 %.

## Видатні особи
- Ганс Бете (1906-2005) — лауреат Нобелівської премії з фізики
- Мері Макдоннелл, акторка
- Володимир Набоков, письменник
- Петер Дебай, нобелівський лауреат з хімії
- Карл Саган — астроном
- Рей Джун (1895-1958) — американський кінематографіст на початку класичного голлівудського кіно
- Клінтон Россітер (1917—1970) — американський історик і політолог
- Пол Вулфовіц, заступник міністра оборони США і конструктор війни в Іраку (2001—2005), президент Світового банку (2005—2007)
- Дастін Браун, професійний хокеїст у Лос-Анджелес Кінгс.